# Новомихайловка (Тишковская сельская община)
Новомихайловка (укр. Новомихайлівка) — село в Тишковской сельской общине Новоукраинского района Кировоградской области Украины.
До 2020 года входило в Добровеличковский район
Население по переписи 2001 года составляло 10 человек. Почтовый индекс — 27020. Телефонный код — 5253. Занимает площадь 0,515 км². Код КОАТУУ — 3521786702.